# 佐久間真由美
佐久間 真由美（さくま まゆみ、1964年12月21日 - ）は、日本の元女優、子役。本名は同じ。別名、佐久間まゆみ。
千葉県出身。劇団いろはに所属していた。

## 来歴・人物
3歳で劇団いろはに入団。1968年、ポーラテレビ小説『三人の母』でデビュー。
TBSの『ケンちゃんシリーズ』の第2作『ケンちゃんトコちゃん』で、宮脇康之（現：健）演じるケンちゃんの妹・トコちゃんを演じ、ケンちゃんを演じた宮脇と共に広い人気を獲得し、名子役として知られるようになる。以後『すし屋のケンちゃん』『ケーキ屋ケンちゃん』と立て続けにトコちゃんを演じ、いつしか「トコちゃん」は、宮脇の「ケンちゃん」、四方晴美の「チャコちゃん」と同様、佐久間のニックネームとなった。
尚、81年の『ケンちゃんチャコちゃん』で兄と生き別れた妹役としてゲスト出演、宮脇康之と久々の競演を果たす。その際『ケンちゃんトコちゃん』の映像が回想シーンとして流用されている。
その後、東映作品『仮面ライダー』などのゲスト出演を経て、『がんばれ!!ロボコン』（NET〈現：テレビ朝日〉）で、ロボコンが最初に居候した大山家の長女・みどり役も有名である。その後は東映作品に出演し、『がんばれ!レッドビッキーズ』（テレビ朝日）で、レッドビッキーズナイン・ナッツこと大山夏子を演じた。

## 出演作品

### テレビ
- ポーラテレビ小説 / 三人の母（1968年、TBS）
- 花王愛の劇場 / 新妻鏡[1]（1969年、TBS）
- どっきり花嫁 その2[1]（1969年、TBS）
- 肝っ玉かあさん 第2シリーズ[1]（1969年、TBS）
- 樅ノ木は残った（1970年、NHK） - おかつ
- ケンちゃんシリーズ（TBS・国際放映） - トコちゃん
  - ケンちゃんトコちゃん（1970年 - 1971年）
  - すし屋のケンちゃん（1971年 - 1972年）
  - ケーキ屋ケンちゃん（1972年 - 1973年）
  - ケンちゃんチャコちゃん 第49話「大人になったときには」（1981年2月12日、TBS）　※宮脇康之と兄妹役
  - なかよしケンちゃん 第45話「風の中の兄と妹」（1982年1月14日、TBS）※宮脇康之と兄妹役
- 仮面ライダー 第32話「人喰い花ドクダリアン」（1971年、毎日放送） - 敦子
- 好き! すき!! 魔女先生 第14話「アンドロ仮面登場」（1972年、朝日放送） - 女の子
- キカイダー01 第4話「怪奇!幽霊ロボット消滅!?」（1973年、NET）
- がんばれ!!ロボコン 第1話「おいらロボット ロボコンだい」 - 第72話「グッドバイン!! 全員独立だ」（1974年 - 1976年、NET・東映） - 大山みどり
- とび出せ!真理ちゃん（1975年、TBS）若草物語  - 四女エイミー
- アクマイザー3 第32話「なぜだ?! アクマの逃亡者」（1976年、NET）
- ぐるぐるメダマン（1976年 - 1977年、東京12チャンネル） - 高坂麻美
- 快傑ズバット 第5話「花売り少女と白い粉」（1977年、東京12チャンネル） - 丘村ミチル
- がんばれ! レッドビッキーズ（1978年、テレビ朝日） - 大山夏子
- 銭形平次 第799話（1982年、フジテレビ） - お鶴

### 映画
- ロボコンの大冒険（1976年、東映） 大山みどり

### CM
- ハウス食品「ククレカレー」（1974年）

## レコード
| 題名                         | B/W・C/W             | 発売年      | レーベル 型番        | 備考             |
| およめさんになりたいな       | ぺったんこな顔をして | 1972年 12月 | RCAレコード JRT-1264 | さくままゆみ名義 |
| トコちゃんのゆっちゃうからネ | 天使のパンツ         | 1973年 11月 | RCAレコード JRT-1318 | さくままゆみ名義 |